# دبابير السترة الصفراء (مسلسل)
دبابير السترة الصفراء (بالإنجليزية: Yellowjackets)‏ هو مسلسل دراما تلفزيوني أمريكي من بطولة صوفي نيلسي، سوفي ثاتشر، سامي هانراتي، ميلاني لينسكي، تاني سايبريس، جوليت لويس، كرستينا ريتشي، إيليا بورنيل، ستيفن كروجر ووارن كولي.عرض المسلسل على قناة شوتايم في 14 نوفمبر 2021.

## روابط خارجية
دبابير السترة الصفراء على موقع IMDb (الإنجليزية)
- دبابير السترة الصفراء على موقع ميتاكريتيك (الإنجليزية)
- دبابير السترة الصفراء على موقع روتن توميتوز (الإنجليزية)
- دبابير السترة الصفراء على موقع كينوبويسك (الروسية)
- دبابير السترة الصفراء على موقع ألو سيني (الفرنسية)
- دبابير السترة الصفراء على موقع قاعدة بيانات الفيلم (الإنجليزية)